# 中常
中常（？—？），字号不详，伊尔根觉罗氏，满洲镶蓝旗人。道光壬午翻译进士。原任内阁学士兼礼部侍郎銜。

## 家庭成员
- 父珠尔杭阿，守备；
- 母佟佳氏；
- 妻爱新觉罗氏；
- 子松溎，咸安宫官学生、咸丰庚申翻译进士，駐藏辦事大臣、刑部、工部尚书，西安、荆州将军；
- 孙英琨，二品廕生，理藩院主事、聯琨。[1]